# Mollia globularis
Mollia globularis är en malvaväxtart som beskrevs av W. Meijer. Mollia globularis ingår i släktet Mollia och familjen malvaväxter. Inga underarter finns listade i Catalogue of Life.